# Bahnstrecke Chur–Rorschach
| EuroNight Zürichsee zwischen Buchs SG und Sevelen Im Hintergrund Alpstein mit den Kreuzbergen | |                                                   |                                                   |
| | |                                                   |                                                   |
| Streckennummer (BAV): | 880 (Rorschach–Sargans Ost) 881 (Trübbach–Sargans Schleife West) 900 (Sargans Ost–Chur West)                                               |                                                   |                                                   |
| Fahrplanfeld: | 880 |                                                   |                                                   |
| Streckenlänge: | 90,75 km |                                                   |                                                   |
| Spurweite: | 1435 mm (Normalspur) |                                                   |                                                   |
| Stromsystem: | 15 kV 16,7 Hz ~ |                                                   |                                                   |
| Maximale Neigung: | 20 ‰ |                                                   |                                                   |
| Streckengeschwindigkeit: | 160 km/h |                                                   |                                                   |
| Zweigleisigkeit: | Chur–Sargans, Sargans Schleife West–Sargans Schleife, Trübbach–Neugrüt, Buchs–Buchs Nord, Oberriet–Oberriet Nord, St. Margrethen–Rorschach |                                                   |                                                   |
| | |                                                   |                                                   |
| \| Strecke \| \| SBB-von St. Gallen S 2 S 4 S 5 \| SBB-von St. Gallen S 2 S 4 S 5 \| \| Abzweig geradeaus und von links \| \| SBB-Seelinie von Romanshorn \| SBB-Seelinie von Romanshorn \| \| Bahnhof \| 65,05 \| Rorschach \| 399 m ü. M. \| \| Abzweig geradeaus und nach rechts \| \| AB nach Heiden \| AB nach Heiden \| \| Haltepunkt / Haltestelle \| 62,80 \| Staad \| 402,1 m ü. M. \| \| Abzweig geradeaus und von links \| 61,78 \| Anschlussgleis Altenrhein \| Anschlussgleis Altenrhein \| \| Kopfbahnhof Streckenanfang · Bahnhof \| 57,83 \| Rheineck \| 402,1 m ü. M. \| \| Strecke nach rechts · Strecke \| \| AB nach Walzenhausen \| AB nach Walzenhausen \| \| Bahnhof \| 53,82 \| St. Margrethen Endpunkt S 5 \| 402,1 m ü. M. \| \| Abzweig geradeaus und nach links \| \| nach Lauterach \| nach Lauterach \| \| Haltepunkt / Haltestelle \| 51,05 \| Au SG \| 405 m ü. M. \| \| U-Bahn-Strecke von rechts (außer Betrieb) · Strecke · U-Bahn-Strecke von links (außer Betrieb) \| \| RhV von Berneck und von Diepoldsau \| RhV von Berneck und von Diepoldsau \| \| U-Bahn-Bahnhof (Strecke außer Betrieb) · Bahnhof · U-Bahn-Kopfbahnhof Streckenende (Strecke außer Betrieb) \| 47,93 \| Heerbrugg \| 405,6 m ü. M. \| \| U-Bahn-Strecke nach rechts (außer Betrieb) · Strecke \| \| RhV nach Altstätten Rathaus \| RhV nach Altstätten Rathaus \| \| Haltepunkt / Haltestelle \| 44,29 \| Rebstein-Marbach \| 409,8 m ü. M. \| \| U-Bahn-Kopfbahnhof Streckenanfang (Strecke außer Betrieb) · Bahnhof \| 41,18 \| Altstätten SG Endpunkt S 2 \| 429,7 m ü. M. \| \| U-Bahn-Strecke nach rechts (außer Betrieb) · Strecke \| \| RhV nach Altstätten Rathaus \| RhV nach Altstätten Rathaus \| \| Dienststation / Betriebs- oder Güterbahnhof \| 33,20 \| Oberriet Nord seit 2023 \| Oberriet Nord seit 2023 \| \| Bahnhof \| 35,32 \| Oberriet \| 420,7 m ü. M. \| \| Haltepunkt / Haltestelle \| 30,23 \| Rüthi SG \| 425,9 m ü. M. \| \| Bahnhof \| 24,57 \| Salez-Sennwald \| 436,3 m ü. M. \| \| ehemaliger Haltepunkt / Haltestelle \| 20,39 \| Haag-Gams (ehem. Personenverkehr) \| 440,9 m ü. M. \| \| Dienststation / Betriebs- oder Güterbahnhof \| \| Buchs Nord seit 2023 \| Buchs Nord seit 2023 \| \| Dienststation / Betriebs- oder Güterbahnhof \| 16,71 \| Buchs RB \| Buchs RB \| \| Bahnhof \| 15,87 \| Buchs SG \| 447,2 m ü. M. \| \| Abzweig geradeaus und nach links \| \| ÖBB-nach Feldkirch \| ÖBB-nach Feldkirch \| \| ehemaliger Haltepunkt / Haltestelle \| 13,76 \| Räfis-Burgerau bis 2013 \| 451,5 m ü. M. \| \| Bahnhof \| 10,95 \| Sevelen \| 458,2 m ü. M. \| \| ehemaliger Haltepunkt / Haltestelle \| 7,05 \| Weite bis 2013 \| 468,8 m ü. M. \| \| Blockstelle \| 5,77 \| Neugrüt \| 470,1 m ü. M. \| \| Blockstelle \| 4,305,42[1] \| Trübbach (ehem. Personenverkehr) \| 478,8 m ü. M. \| \| Abzweig geradeaus und nach links · Strecke von rechts \| \| \| \| \| Strecke · Brücke über Wasserlauf \| \| Saarkanal (58 m) \| Saarkanal (58 m) \| \| Strecke · Blockstelle \| 1,62 \| Sargans Schleife \| 483,8 m ü. M. \| \| Abzweig geradeaus und von rechts · Strecke \| \| SBB von Ziegelbrücke \| SBB von Ziegelbrücke \| \| \| \| \| \| \| Bahnhof · Strecke \| −0,210,21 \| Sargans (Keilbahnhof) · Endpunkt S 4 S 12 \| 481,7 m ü. M. \| \| \| \| \| \| \| Blockstelle · Strecke \| 0,63 \| Sargans Schleife West \| Sargans Schleife West \| \| Abzweig geradeaus und nach links · Strecke nach rechts \| \| \| \| \| Bahnhof \| 5,74 \| Bad Ragaz \| 502,1 m ü. M. \| \| Grenze auf Brücke über Wasserlauf \| \| Eisenbahnbrücke Bad Ragaz (144 m), Grenze SG-GR \| Eisenbahnbrücke Bad Ragaz (144 m), Grenze SG-GR \| \| \| \| Brücke A13 Maienfeld (73 m) \| \| \| Haltepunkt / Haltestelle \| 7,17 \| Maienfeld \| 503,6 m ü. M. \| \| Überleitstelle / Spurwechsel \| 8,58 \| Rossriet \| 507,1 m ü. M. \| \| Kilometer-Wechsel \| \| Fehlerprofil −0,02 km \| Fehlerprofil −0,02 km \| \| Strecke · Strecke von links \| \| RhB von Davos Platz \| RhB von Davos Platz \| \| Bahnhof · Bahnhof \| 12,32 \| Landquart \| 523,6 m ü. M. \| \| Strecke \| \| \| \| \| ehemaliger Haltepunkt / Haltestelle \| 16,26 \| Zizers SBB (ehem. Personenverkehr) \| 534,4 m ü. M. \| \| Abzweig geradeaus und nach rechts \| \| Anschlussgleis Zementwerk Untervaz \| Anschlussgleis Zementwerk Untervaz \| \| Kreuzung geradeaus unten \| \| \| \| \| Überleitstelle / Spurwechsel \| 19,04 \| Trimmis (ehem. Dienstbahnhof) \| 541,5 m ü. M. \| \| \| \| Brücke A13 Haldenstein (76 m) \| \| \| Abzweig geradeaus und nach links · Kreuzung · Strecke von rechts \| \| Chur Verbindungsgleis zur Arosabahn \| Chur Verbindungsgleis zur Arosabahn \| \| Bahnhof · Bahnhof · Bahnhof \| 25,72 \| Chur Endpunkt S 12 \| 584,6 m ü. M. \| \| Abzweig geradeaus und von links · Strecke nach rechts · Strecke nach links \| \| RhB nach Arosa \| RhB nach Arosa \| \| Dienststation / Betriebs- oder Güterbahnhof \| \| Chur West \| Chur West \| \| Strecke \| \| RhB nach Thusis (Dreischienengleis bis Domat/Ems) \| RhB nach Thusis (Dreischienengleis bis Domat/Ems) \| | |                                                   |                                                   |
| Strecke | | SBB-von St. Gallen S 2 S 4 S 5                    | SBB-von St. Gallen S 2 S 4 S 5                    |
| Abzweig geradeaus und von links | | SBB-Seelinie von Romanshorn                       | SBB-Seelinie von Romanshorn                       |
| Bahnhof | 65,05 | Rorschach                                         | 399 m ü. M.                                       |
| Abzweig geradeaus und nach rechts | | AB nach Heiden                                    | AB nach Heiden                                    |
| Haltepunkt / Haltestelle | 62,80 | Staad                                             | 402,1 m ü. M.                                     |
| Abzweig geradeaus und von links | 61,78 | Anschlussgleis Altenrhein                         | Anschlussgleis Altenrhein                         |
| Kopfbahnhof Streckenanfang · Bahnhof | 57,83 | Rheineck                                          | 402,1 m ü. M.                                     |
| Strecke nach rechts · Strecke | | AB nach Walzenhausen                              | AB nach Walzenhausen                              |
| Bahnhof | 53,82 | St. Margrethen Endpunkt S 5                       | 402,1 m ü. M.                                     |
| Abzweig geradeaus und nach links | | nach Lauterach                                    | nach Lauterach                                    |
| Haltepunkt / Haltestelle | 51,05 | Au SG                                             | 405 m ü. M.                                       |
| U-Bahn-Strecke von rechts (außer Betrieb) · Strecke · U-Bahn-Strecke von links (außer Betrieb) | | RhV von Berneck und von Diepoldsau                | RhV von Berneck und von Diepoldsau                |
| U-Bahn-Bahnhof (Strecke außer Betrieb) · Bahnhof · U-Bahn-Kopfbahnhof Streckenende (Strecke außer Betrieb) | 47,93 | Heerbrugg                                         | 405,6 m ü. M.                                     |
| U-Bahn-Strecke nach rechts (außer Betrieb) · Strecke | | RhV nach Altstätten Rathaus                       | RhV nach Altstätten Rathaus                       |
| Haltepunkt / Haltestelle | 44,29 | Rebstein-Marbach                                  | 409,8 m ü. M.                                     |
| U-Bahn-Kopfbahnhof Streckenanfang (Strecke außer Betrieb) · Bahnhof | 41,18 | Altstätten SG Endpunkt S 2                        | 429,7 m ü. M.                                     |
| U-Bahn-Strecke nach rechts (außer Betrieb) · Strecke | | RhV nach Altstätten Rathaus                       | RhV nach Altstätten Rathaus                       |
| Dienststation / Betriebs- oder Güterbahnhof | 33,20 | Oberriet Nord seit 2023                           | Oberriet Nord seit 2023                           |
| Bahnhof | 35,32 | Oberriet                                          | 420,7 m ü. M.                                     |
| Haltepunkt / Haltestelle | 30,23 | Rüthi SG                                          | 425,9 m ü. M.                                     |
| Bahnhof | 24,57 | Salez-Sennwald                                    | 436,3 m ü. M.                                     |
| ehemaliger Haltepunkt / Haltestelle | 20,39 | Haag-Gams (ehem. Personenverkehr)                 | 440,9 m ü. M.                                     |
| Dienststation / Betriebs- oder Güterbahnhof | | Buchs Nord seit 2023                              | Buchs Nord seit 2023                              |
| Dienststation / Betriebs- oder Güterbahnhof | 16,71 | Buchs RB                                          | Buchs RB                                          |
| Bahnhof | 15,87 | Buchs SG                                          | 447,2 m ü. M.                                     |
| Abzweig geradeaus und nach links | | ÖBB-nach Feldkirch                                | ÖBB-nach Feldkirch                                |
| ehemaliger Haltepunkt / Haltestelle | 13,76 | Räfis-Burgerau bis 2013                           | 451,5 m ü. M.                                     |
| Bahnhof | 10,95 | Sevelen                                           | 458,2 m ü. M.                                     |
| ehemaliger Haltepunkt / Haltestelle | 7,05 | Weite bis 2013                                    | 468,8 m ü. M.                                     |
| Blockstelle | 5,77 | Neugrüt                                           | 470,1 m ü. M.                                     |
| Blockstelle | 4,305,42 | Trübbach (ehem. Personenverkehr)                  | 478,8 m ü. M.                                     |
| Abzweig geradeaus und nach links · Strecke von rechts | |                                                   |                                                   |
| Strecke · Brücke über Wasserlauf | | Saarkanal (58 m)                                  | Saarkanal (58 m)                                  |
| Strecke · Blockstelle | 1,62 | Sargans Schleife                                  | 483,8 m ü. M.                                     |
| Abzweig geradeaus und von rechts · Strecke | | SBB von Ziegelbrücke                              | SBB von Ziegelbrücke                              |
| | |                                                   |                                                   |
| Bahnhof · Strecke | −0,210,21 | Sargans (Keilbahnhof) · Endpunkt S 4 S 12         | 481,7 m ü. M.                                     |
| | |                                                   |                                                   |
| Blockstelle · Strecke | 0,63 | Sargans Schleife West                             | Sargans Schleife West                             |
| Abzweig geradeaus und nach links · Strecke nach rechts | |                                                   |                                                   |
| Bahnhof | 5,74 | Bad Ragaz                                         | 502,1 m ü. M.                                     |
| Grenze auf Brücke über Wasserlauf | | Eisenbahnbrücke Bad Ragaz (144 m), Grenze SG-GR   | Eisenbahnbrücke Bad Ragaz (144 m), Grenze SG-GR   |
| | | Brücke A13 Maienfeld (73 m)                       |                                                   |
| Haltepunkt / Haltestelle | 7,17 | Maienfeld                                         | 503,6 m ü. M.                                     |
| Überleitstelle / Spurwechsel | 8,58 | Rossriet                                          | 507,1 m ü. M.                                     |
| Kilometer-Wechsel | | Fehlerprofil −0,02 km                             | Fehlerprofil −0,02 km                             |
| Strecke · Strecke von links | | RhB von Davos Platz                               | RhB von Davos Platz                               |
| Bahnhof · Bahnhof | 12,32 | Landquart                                         | 523,6 m ü. M.                                     |
| Strecke | |                                                   |                                                   |
| ehemaliger Haltepunkt / Haltestelle | 16,26 | Zizers SBB (ehem. Personenverkehr)                | 534,4 m ü. M.                                     |
| Abzweig geradeaus und nach rechts | | Anschlussgleis Zementwerk Untervaz                | Anschlussgleis Zementwerk Untervaz                |
| Kreuzung geradeaus unten | |                                                   |                                                   |
| Überleitstelle / Spurwechsel | 19,04 | Trimmis (ehem. Dienstbahnhof)                     | 541,5 m ü. M.                                     |
| | | Brücke A13 Haldenstein (76 m)                     |                                                   |
| Abzweig geradeaus und nach links · Kreuzung · Strecke von rechts | | Chur Verbindungsgleis zur Arosabahn               | Chur Verbindungsgleis zur Arosabahn               |
| Bahnhof · Bahnhof · Bahnhof | 25,72 | Chur Endpunkt S 12                                | 584,6 m ü. M.                                     |
| Abzweig geradeaus und von links · Strecke nach rechts · Strecke nach links | | RhB nach Arosa                                    | RhB nach Arosa                                    |
| Dienststation / Betriebs- oder Güterbahnhof | | Chur West                                         | Chur West                                         |
| Strecke | | RhB nach Thusis (Dreischienengleis bis Domat/Ems) | RhB nach Thusis (Dreischienengleis bis Domat/Ems) |

Die Bahnstrecke Chur–Rorschach ist eine normalspurige 90,75 Kilometer lange Eisenbahnstrecke in der Schweiz. Sie gehört den Schweizerischen Bundesbahnen (SBB) und liegt in den Kantonen St. Gallen und Graubünden im Alpenrheintal.

## Namensfindung
Die Bahnstrecke Chur–Rorschach (auch Bahnstrecke Rorschach–Chur) wird im allgemeinen Sprachgebrauch Rheintallinie oder Rheintalbahn genannt. Sie besteht aus den Abschnitten Rorschach–St. Margrethen, St. Margrethen–Sargans und Sargans–Chur.

## Geschichte

### 19. Jahrhundert

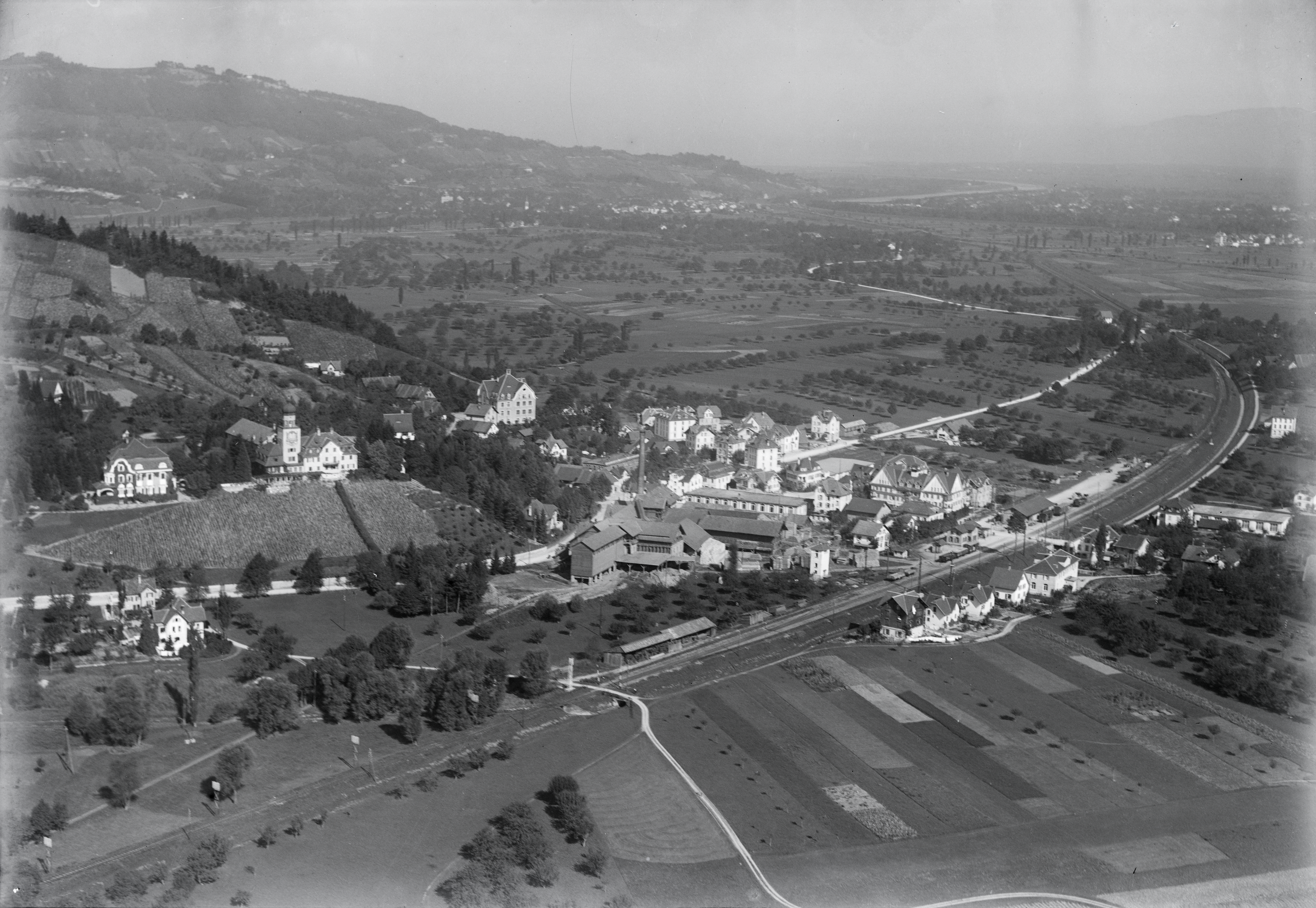
Aufnahme aus dem Jahr 1923 mit Bahnhof (rechts) und Schloss Heerbrugg (links)

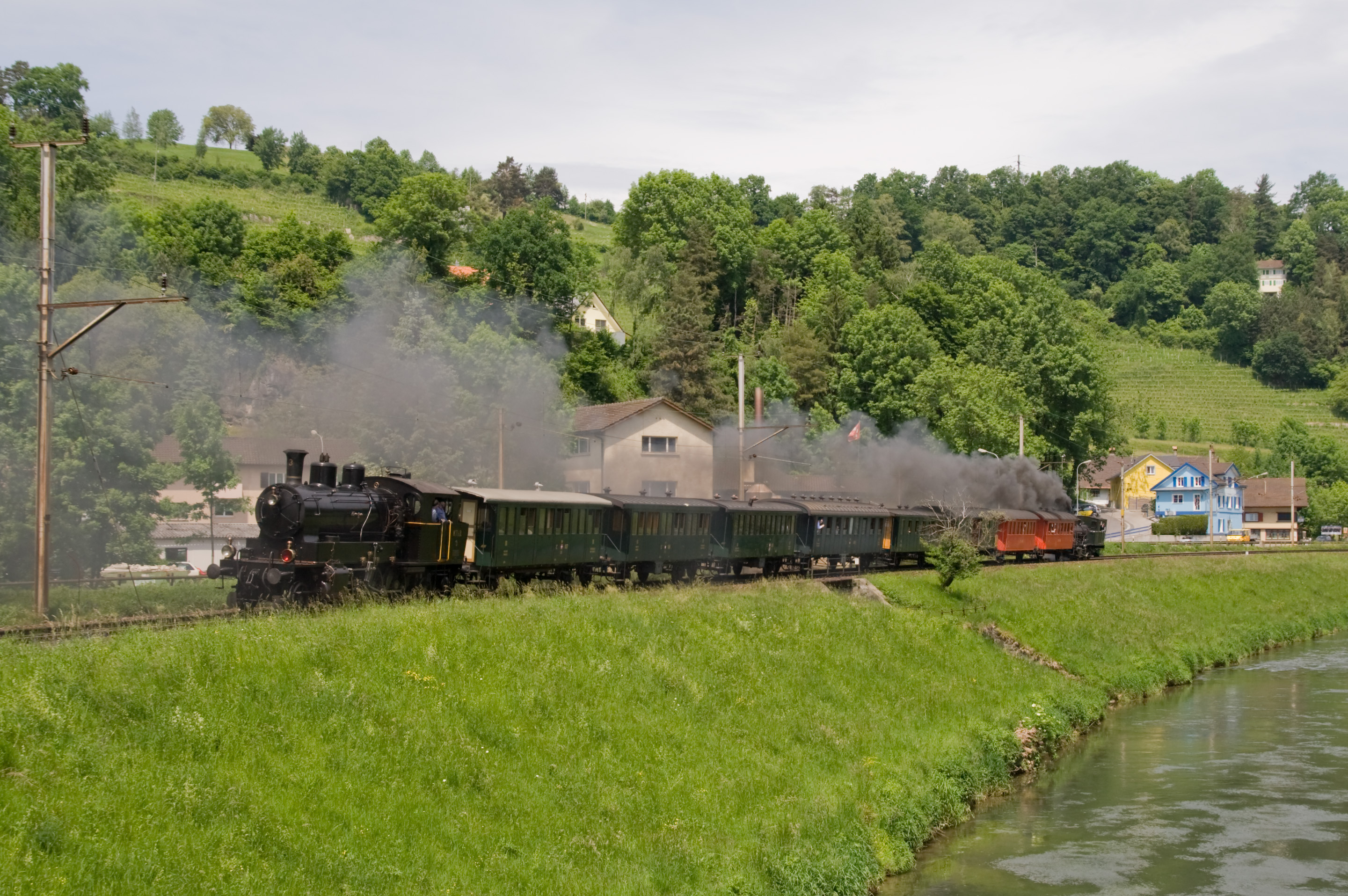
Dampfzug zum 150-Jahr-Jubiläum der Rheintallinie mit Ec 3/5 und E 3/3 zwischen Au und St. Margrethen

Mit dem Bau der Rheintallinie begann die Schweizerische Südostbahn, die den Bau einer Lukmanierbahn anstrebte. Der Beginn der von englischen Bauunternehmern ausgeführten Arbeiten verlief unbefriedigend. Wegen fehlender finanzieller Mittel wurde die Südostbahn noch während der Bauarbeiten von den Vereinigten Schweizerbahnen (VSB) übernommen, welche die Bauarbeiten unterbrechungsfrei fortführten.
Die VSB eröffneten am 25. August 1857 das Teilstück von Rorschach bis Rheineck und vom 30. Juni bis 1. Juli 1858 den Streckenabschnitt von Rheineck bis Chur.
Am 15. Februar 1859 wurde der neue Bahnhof Sargans als Keilbahnhof dem Betrieb übergeben, zusammen mit dem Abschnitt nach Murg der Bahnstrecke Sargans–Ziegelbrücke. Noch im gleichen Jahr nahmen die VSB den durchgehenden Betrieb via Ziegelbrücke und Rapperswil nach Zürich auf. Der Abschnitt zwischen Sargans und Chur dient seither dem Verkehr aus Richtung Zürich und St. Gallen.
Die Rheintallinie wäre beim Zustandekommen einer Ostalpenbahn eine lukrative Zufahrtsstrecke geworden.

### 20. Jahrhundert
Am 1. Juli 1902 wurden die VSB mit einer Streckenlänge von 269 Kilometern verstaatlicht, und deren Strecken gehören seither den Schweizerischen Bundesbahnen (SBB).

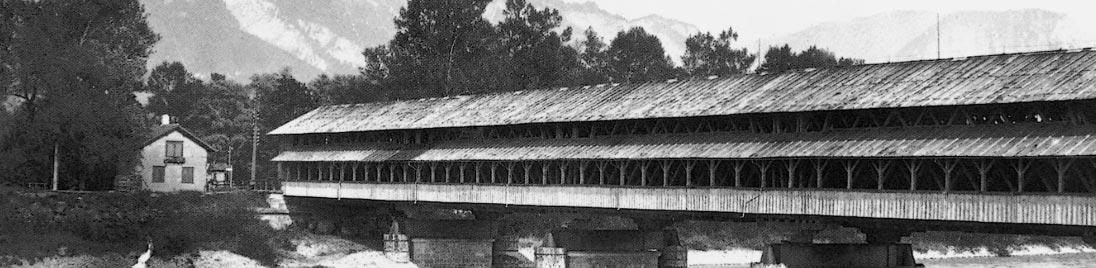
Hölzerne Rheinbrücke bei Ragaz

Bis ins Jahr 1928 überquerte die Bahnstrecke, wegen des nicht regulierten Rheins, zwischen Bad Ragaz und Maienfeld den Alpenrhein mit einer gedeckten Holzbrücke; sie war die letzte Brücke ihrer Art im Schweizer Eisenbahnnetz.
Am 15. Dezember 1927 wurde im Rahmen des fortschreitenden Elektrifizierungsprogramms der SBB der Abschnitt Buchs–Sargans mit 15-Kilovolt-16⅔-Hertz-Wechselspannung elektrifiziert. Rund sechs Monate später, am 11. Mai 1928, wurde auf dem Streckenabschnitt Sargans–Chur der elektrische Betrieb aufgenommen. Am 15. Mai 1934 kam das Teilstück von Rorschach nach St. Margrethen und am 21. September des gleichen Jahrs der letzte Abschnitt von St. Margrethen nach Buchs unter den Fahrdraht.
Bereits am 1. Dezember 1920 konnte das zweite Gleis zwischen Rheineck und St. Margrethen in Betrieb genommen werden. Das Teilstück Rorschach–Staad folgte am 15. Mai 1930 und der Abschnitt Staad–Rheineck am 12. August 1930. Seit dem 20. Dezember 1957 ist der Streckenabschnitt zwischen Sargans und Bad Ragaz doppelspurig. Zwischen dem 15. Dezember 1970 und dem 10. April 1973 wurde auch die Strecke zwischen Landquart und Chur zweigleisig ausgebaut. Die Strecke von Weite-Wartau nach Trübbach wurde am 17. September 1982 zur Doppelspur ergänzt.
Am 29. Mai 1983 wurde zusammen mit der teilweisen Inbetriebnahme der neuen Sicherungsanlage von Trübbach eine Kehrschleife nach Bahnhof Sargans eine neue 5,3 Kilometer lange Schleife eröffnet. Diese Verbindungskurve wurde im Hinblick auf den Güterverkehr gebaut und vermeidet eine Spitzkehre in Sargans. Sie wird aber auch von der S-Bahn St. Gallen (Linie 4), vom Transalpin und seinen Nachfolgern sowie dem Railjet genutzt.
Am 6. Juni 1993 wurden der Streckenabschnitt Rossriet–Landquart und am 8. November 1994 der Abschnitt Bad Ragaz–Rossriet doppelspurig. Seitdem ist die Teilstrecke zwischen Sargans und Chur komplett zweispurig. Nach wie vor eingleisig ist die Strecke zwischen St. Margrethen und Buchs.

#### Unfälle

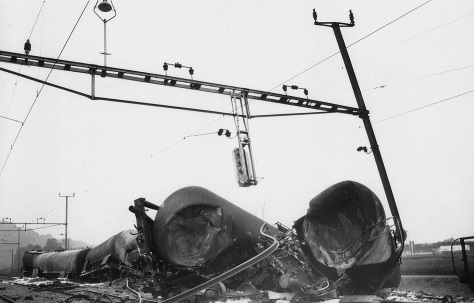
Ausgebrannte Zisternenwagen nach dem Zugsunglück in Au SG

Am 30. Oktober 1975 stiess im Bahnhof Landquart ein Schlafwagenzug, mit dem die SBB zwischen Chur und Landquart Bremsversuchsfahrten für die Deutsche Bundesbahn (DB) unternahmen, mit einem aus Kesselwagen bestehenden Güterzug zusammen. Der Unfall forderte ein Menschenleben. Wegen eines Missverständnisses wurde das Einfahrsignal für den Versuchszug auf «Halt» gestellt, obwohl die Bremskraft für einen Halt nicht ausreichte. Die erst zwei Jahre alte Lokomotive Re 4/4 II 11282 des Versuchszugs brannte aus und musste verschrottet werden.
Am 19. September 1988 entgleisten unmittelbar nach dem Ausfahrsignal des Bahnhofs Au SG acht mit Kerosin beladene Kesselwagen eines Richtung St. Margrethen fahrenden Güterzugs. Dabei geriet ein Teil des Kerosins in Brand, eine grosse Menge ergoss sich in den Rheintaler Binnenkanal und trieb brennend kanalabwärts. Ursache der Entgleisung war der Nabenbruch eines überhitzten Wagenrades.

### 21. Jahrhundert

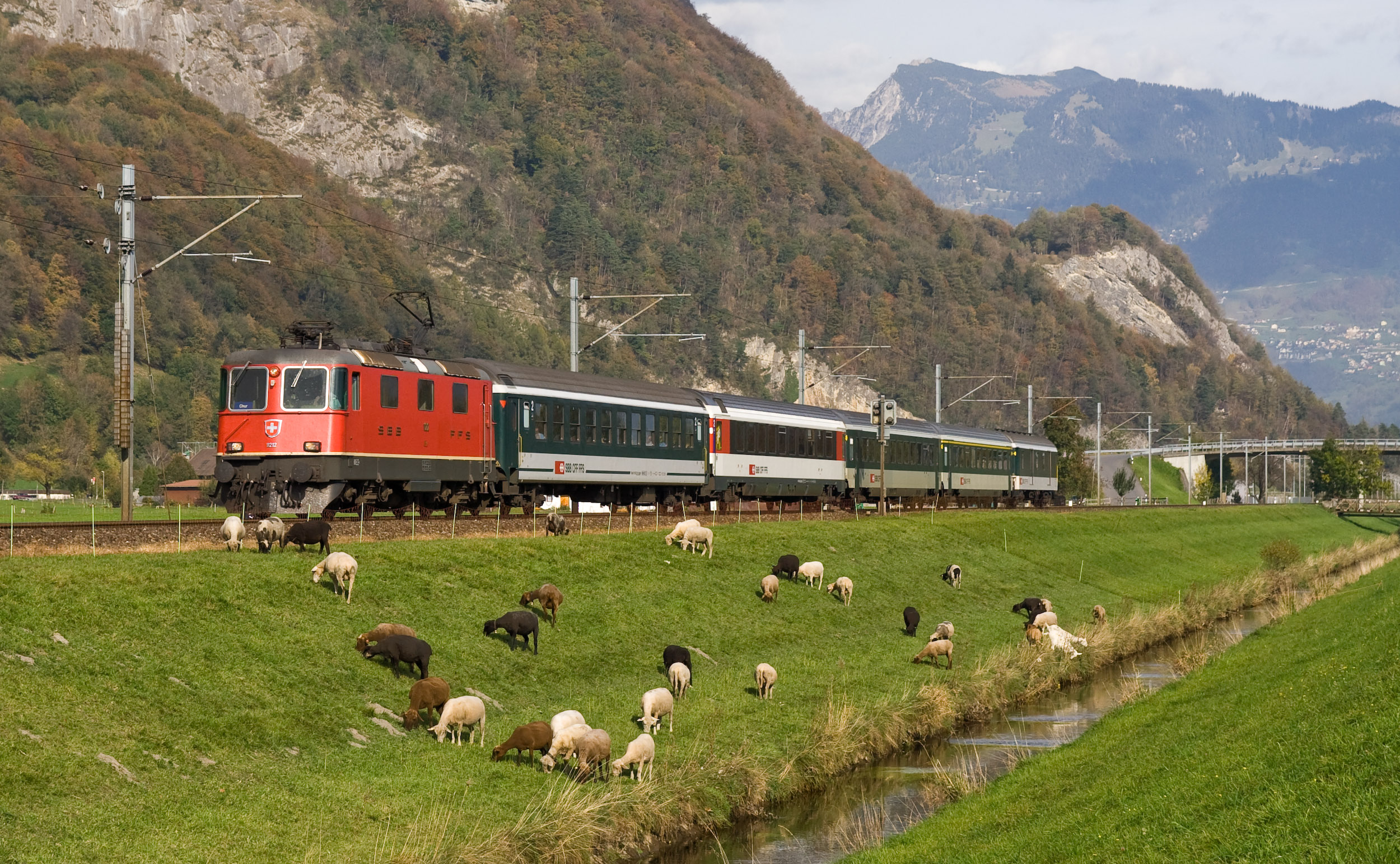
Rheintal-Express mit dem bis 2013 eingesetzten Rollmaterial zwischen Trübbach und Sargans

Auf den Fahrplanwechsel 2013 wurde das Angebot im InterRegio- und Regionalverkehr umfassend ausgebaut und wurden die Linien der S-Bahn St. Gallen grundlegend umgestaltet. Die Knoten St. Gallen und Sargans bilden seither die Grundlage für den S-Bahn-Fahrplan, der auf praktisch allen Linien den Halbstundentakt mit Verdichtungen im Kernbereich anbietet. Für die Angebotsverbesserung waren fahrplanabhängige Infrastrukturausbauten notwendig. Die Reisezeit des Rheintal-Express (REX) wurde um zehn Minuten auf knapp eine Stunde verkürzt, damit in Sargans und Chur bessere Anschlüsse angeboten werden können. Dazu war eine Beschleunigung des Rheintal-Express, eine abschnittweise Erhöhung der Fahrgeschwindigkeit auf 160 km/h und ein Verzicht auf Zwischenhalte erforderlich. Nebst dem Halt in St. Fiden entfallen auch die Halte in Rheineck und Bad Ragaz. Auf 2018 löste der InterRegio 13, der neu weiter nach Zürich fährt, den Rheintal-Express ab, die Fahrlage wurde aber beibehalten.
Damit der Interregio St. Gallen–Chur ab 2024 im Halbstundentakt verkehren kann, werden zwischen Sevelen und Buchs (4 Kilometer), in Buchs Nord (0,9 Kilometer) sowie zwischen Oberriet und Oberriet Nord (2,1 Kilometer) Doppelspurausbauten vorgenommen und wird Rüthi zum Kreuzungsbahnhof ausgebaut. Zudem wurden die ehemaligen Haltepunkte Weite-Wartau und Räfis-Burgerau rückgebaut.

#### Zwischenfälle
Am 13. August 2016 attackierte ein 27-jähriger Schweizer in einem Zug der S4 nahe dem Bahnhof Salez mehrere Fahrgäste mit einem Messer und einer brennenden Flüssigkeit und verletzte damit sechs Menschen schwer, darunter ein sechsjähriges Kind. Der Täter trug bei der Tat selbst schwere Brandverletzungen davon und wurde am Bahnhof Salez von einem Passanten aus dem brennenden Wagen gezerrt. Zwei Passagierinnen und der Täter erlagen im Spital ihren Verletzungen, das Motiv des Täters ist unklar.

## Streckenbeschreibung

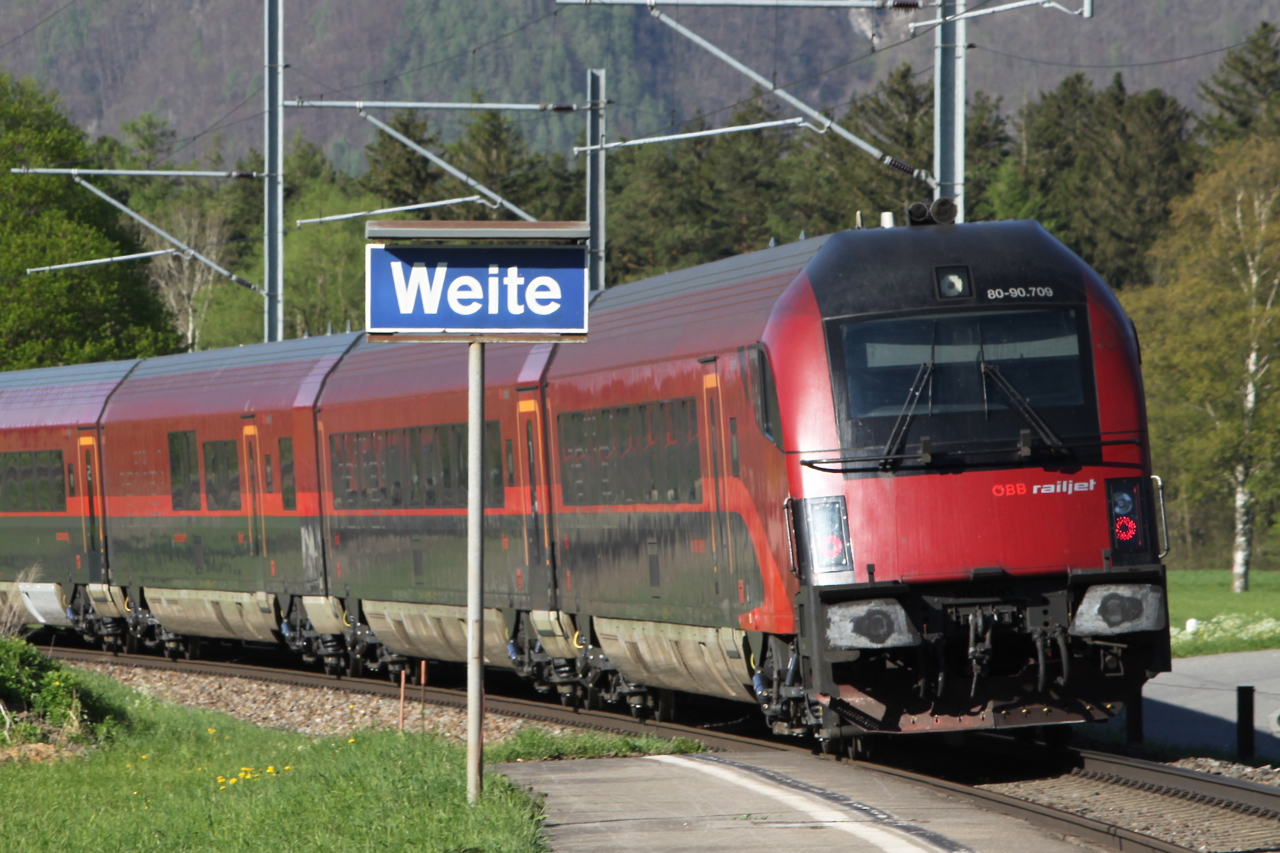
Railjet bei der Durchfahrt in der damaligen Haltestelle Weite

Die Bahnstrecke Chur–Rorschach ist eine wichtige Bahnverbindung in der Schweiz. Sie führt im Alpenrheintal durch das Churer und das St. Galler Rheintal von Chur nach Sargans über St. Margrethen nach Rorschach.
Die Rheintallinie beginnt im Bahnhof Chur, wo die Normalspurstrecke mit dem Dreischienengleis Domat/Ems–Chur der Rhätischen Bahn (RhB) verbunden ist. Das Trassee führt zunächst parallel zur Linie Chur–Landquart der RhB nordwärts nach Haldenstein, von wo aus die beiden Strecken bis Zizers zwischen Rhein und Autobahn A13 verlaufen. Ab Zizers führt die SBB-Linie direkt nach Landquart, wo sie wieder auf die nach Davos führende RhB-Strecke trifft, die einen Abstecher nach Igis unternommen hatte. Zwischen Maienfeld und Bad Ragaz überquert die Rheintallinie die A13 und den Rhein, der hier die Kantonsgrenze zwischen Graubünden und St. Gallen bildet. Das Teilstück bis Maienfeld ist die einzige Normalspurstrecke im Kanton Graubünden. Von Bad Ragaz fahren die Züge parallel zur A13 zum Keilbahnhof Sargans, wo sich die Strecke nach Zürich und St. Gallen teilt.

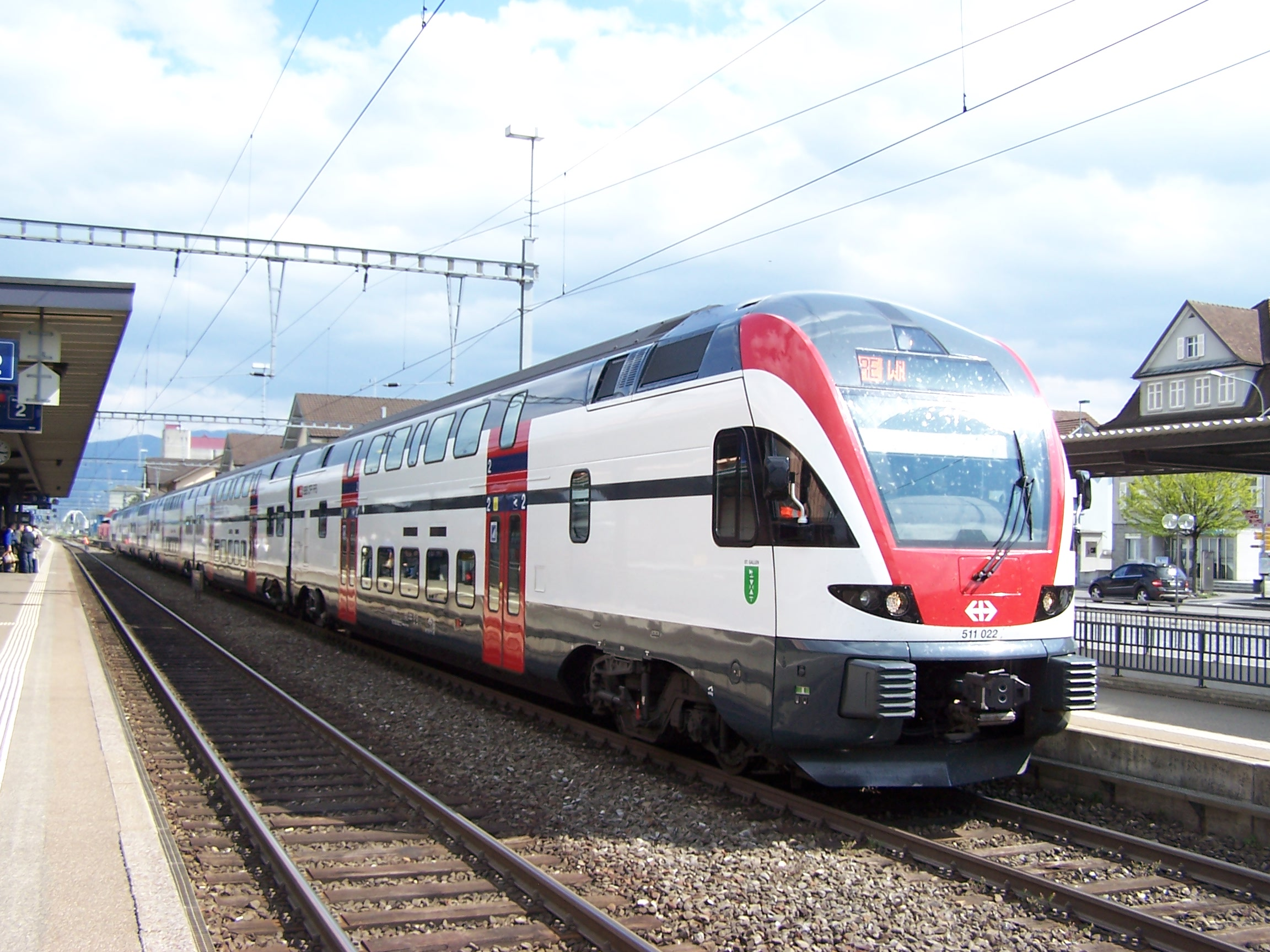
RABe 511 als Rheintal-Express Chur–Wil beim Zwischenhalt in St. Margrethen

In Sargans, dem Ausgangspunkt der Kilometrierung, folgen die aus Ziegelbrücke kommenden Züge über die Schleife Sargans bis Trübbach der A13, um eine Spitzkehre zu vermeiden. Der kurze Doppelspurabschnitt zwischen Trübbach und Neugrüt ermöglicht Zugskreuzungen, ansonsten ist die Strecke bis St. Margrethen einspurig und führt nicht mehr der A13 und dem Rhein entlang, sondern hat ein eigenes Trassee zwischen Autobahn und Talhang. In Buchs SG trifft die Rheintallinie auf die aus Feldkirch kommende Strecke der Österreichischen Bundesbahnen (ÖBB). Die von Sargans über die Arlbergbahn weiterfahrenden Züge wechseln in Buchs die Fahrtrichtung, was bei den Güterzügen für einen Lokomotivwechsel genutzt wird.
Von Buchs bis Oberriet folgt die Rheintallinie mehr oder weniger dem Werdenberger und Rheintaler Binnenkanal und bis Altstätten der Hauptstrasse 13. Die Bahnstrecke Altstätten–Gais der Appenzeller Bahnen (AB) endet seit 1975 in Altstätten Stadt, die Verbindung zwischen den beiden Altstätter Bahnhöfen stellt seither eine kurze Buslinie der Rheintalischen Verkehrsbetriebe sicher. Die Rheintalstrecke führt in direkter Linie nach Au SG, um entlang des Binnenkanals und der Autobahn St. Margrethen zu erreichen, wo sie auf die aus Richtung Bregenz kommende Strecke der ÖBB trifft. Dank dem gleichen Stromsystem von SBB und ÖBB unterbleibt in St. Margrethen häufig ein Traktionswechsel der internationalen Züge. Die EuroCity-Züge von Zürich über St. Gallen nach München waren bis Lindau mit einer in Deutschland und Österreich zugelassenen Re 421 bespannt, seit dem Fahrplanwechsel am 13. Dezember 2020 verkehren Neigezüge RABe 503 durchgehend zwischen Zürich und München. DB Cargo führt ihre Güterzüge Kornwestheim–Rorschach–Wolfurt ohne Lokwechsel mit eigenen schweiztauglichen Lokomotiven der Baureihe 185.
Von St. Margrethen bis Rheineck folgt die nun wieder doppelspurige Rheintallinie der Autobahn A1 und dem Alten Rhein. In Rheineck ermöglicht die Rheineck-Walzenhausen-Bahn der AB einen Abstecher zum Vorderländer Höhenkurort. Die Rheintallinie führt nach Staad und dem Bodenseeufer entlang nach Rorschach, wo die Züge der SBB die Weiterfahrt über die Strecke nach St. Gallen oder die Seelinie nach Romanshorn und die AB über die Strecke nach Heiden ermöglichen.

## Betrieb

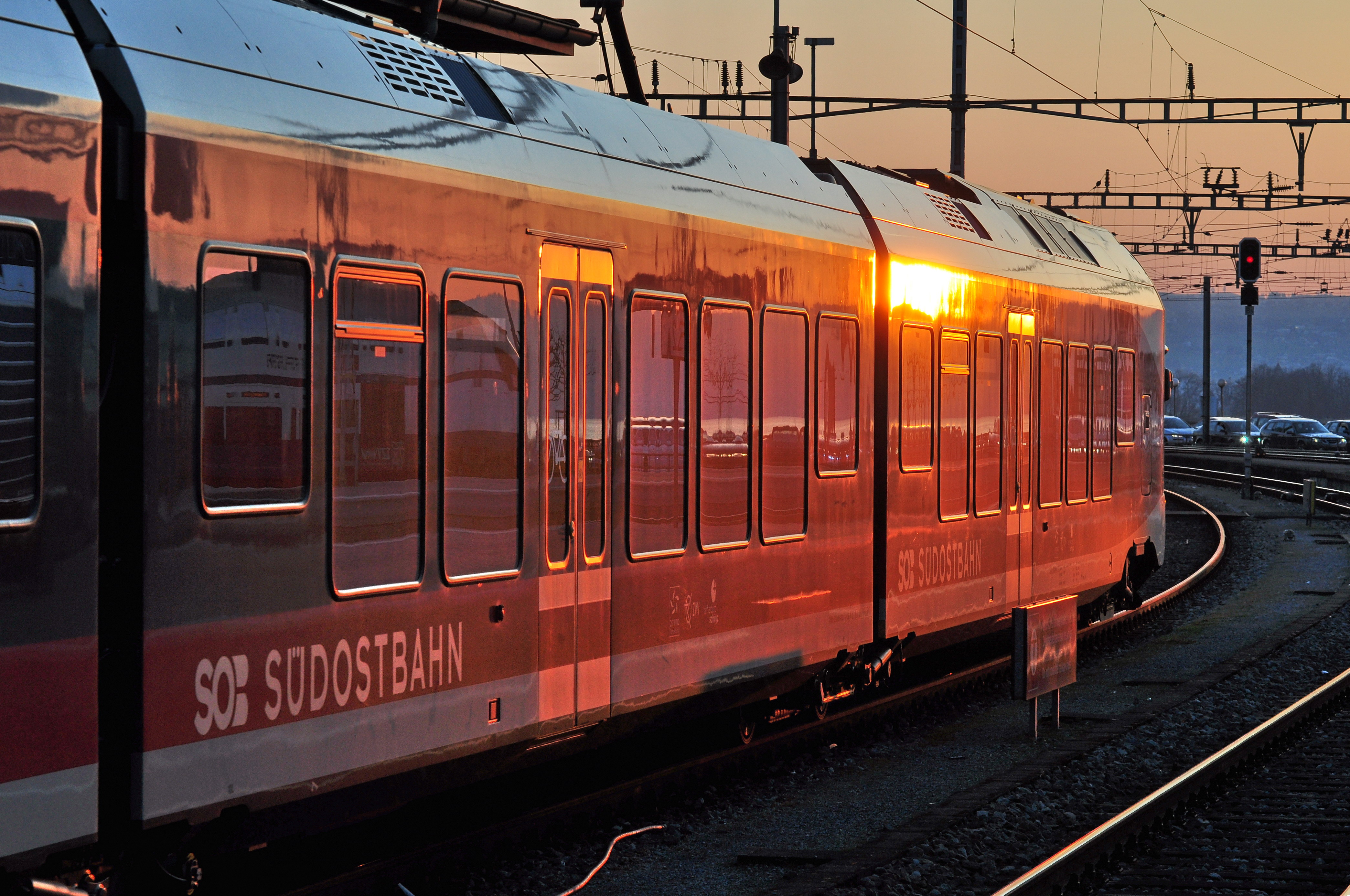
Für die Ringlinie S4 setzt die Südostbahn Triebzüge des Typs Flirt ein

Seit dem 13. Dezember 2009 werden zwei der drei täglich verkehrenden Eurocitys von und nach Österreich durch einen Railjet ersetzt. Dies bewirkt insgesamt einen Fahrgewinn von 40 Minuten zwischen Zürich und Wien, unter anderem durch eine verkürzte Wendezeit in Buchs. Auch die dritte Verbindung, der ehemalige Transalpin, wurde per Juni 2010 auf Railjet umgestellt, welche aber im Gegensatz zu den ersten beiden ersetzten Züge in Doppeltraktion verkehrt. Mittlerweile verbinden neun Tages- und Nachtzüge pro Tag Zürich mit Österreich, alle mit Halt in Sargans und Buchs. Der Abschnitt von Rorschach nach St. Margrethen wird seit Dezember 2020 vom sechsmal täglich verkehrenden Eurocity Express Zürich–München befahren.
Im Fernverkehr fährt der InterRegio 13, der von Zürich über St. Gallen nach Chur führt, stündlich auf der Strecke. Im Regionalverkehr fährt zwischen Sargans und Rorschach ebenfalls stündlich die S4 der Südostbahn als Ringlinie mit Halt an allen Stationen. Zwischen Altstätten und St. Gallen wird die Strecke von den Linien S1 und S2 der S-Bahn St. Gallen bedient. Insgesamt ergeben sich dadurch zwei Züge pro Stunde zwischen St. Gallen und Altstätten und sogar drei zwischen Heerbrugg und St. Gallen. Auf dem Abschnitt Sargans–Chur werden die attraktiven Verbindungen aus Zürich mit zwei InterCitys und einem RegioExpress mit der S12 Sargans–Chur ergänzt.

### Güterverkehr

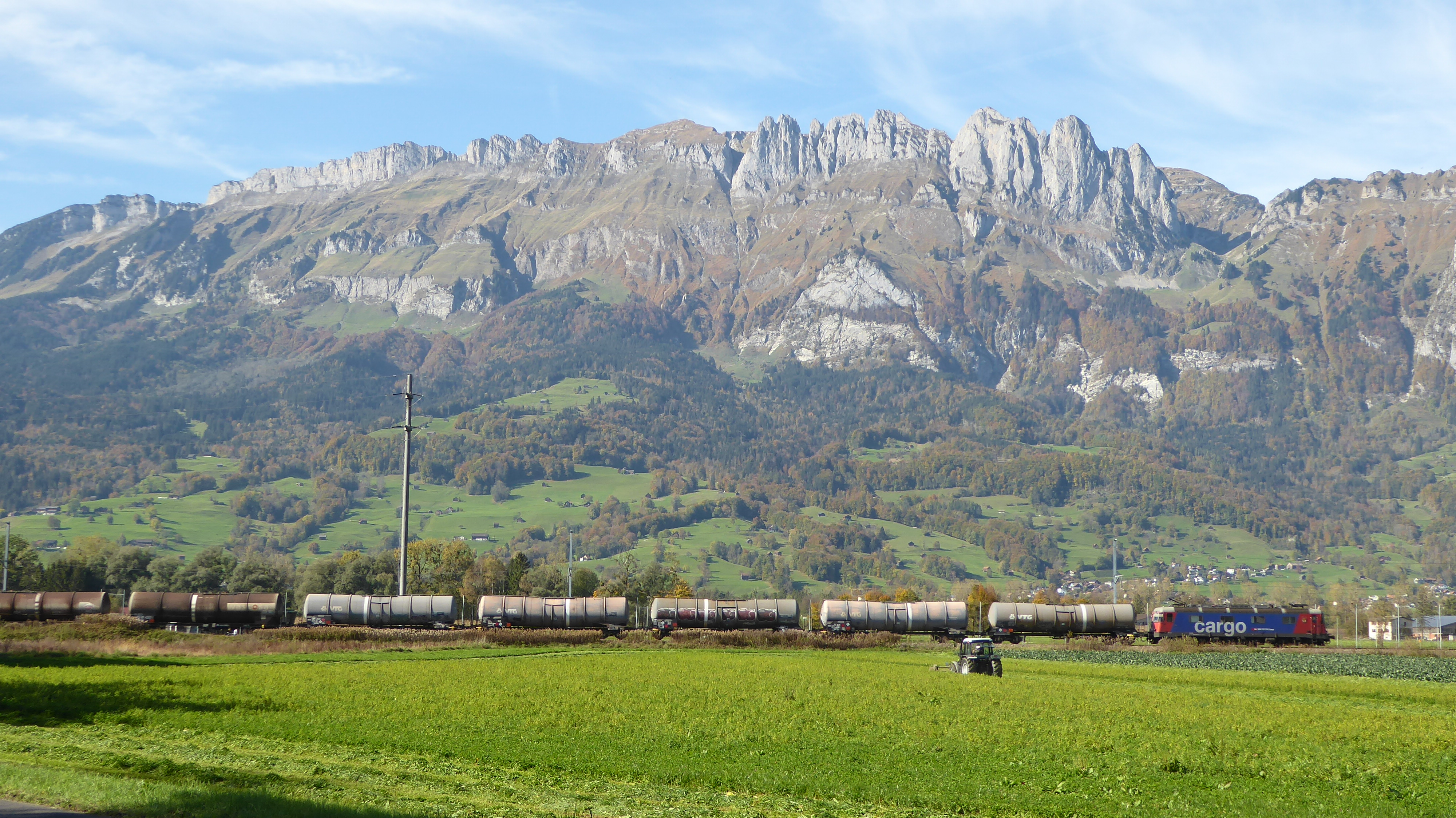
Güterzug, bespannt mit einer Re 6/6 bei Haag

Das Güterverkehrsaufkommen ist zwischen Sargans und Buchs hoch, da dies die Transitstrecke nach Vorarlberg und weiter nach Österreich ist. Die Züge ab Frankreich (Mulhouse) und dem Schweizer Rangierbahnhof Limmattal zum Rangierbahnhof Hall in Tirol benutzen die Strecke über den Grenzübergang Buchs. Der Übergang bei St. Margrethen wird nur von Zügen von und zum Rangierbahnhof Wolfurt benutzt. Der Rangierbahnhof Buchs bedient das gesamte schweizerische Rheintal.
Ab 2004 führte DB Cargo die Güterzüge von Stuttgart Kornwestheim über die elektrifizierte Seelinie und weiter über Rorschach und St. Margrethen zum Rangierbahnhof Wolfurt, um den Einsatz von Diesellokomotiven auf der Bahnstrecke Friedrichshafen–Lindau und der Bahnstrecke Ulm–Friedrichshafen zu vermeiden. Seit 2021 ist die Verbindung von Ulm nach Lindau elektrifiziert.